# Asthenotricha tamsi
Asthenotricha tamsi är en fjärilsart som beskrevs av Louis Beethoven Prout 1935. Asthenotricha tamsi ingår i släktet Asthenotricha och familjen mätare. Inga underarter finns listade i Catalogue of Life.